# Homoneura flavicornis
Homoneura flavicornis är en tvåvingeart som först beskrevs av Kertesz 1900.  Homoneura flavicornis ingår i släktet Homoneura och familjen lövflugor. Inga underarter finns listade i Catalogue of Life.